# Laguna Hoyo
A Laguna Hoyo é um lago localizado na Guatemala. Localiza-se no departamento de Jalapa, município de Jalapa. Esta laguna ocupa uma área de 0,15 Km, e apresenta uma profundidade máxima de 40 m. A sua cota de altitude relativa ao nível do mar encontra-se nos 995 m.